# José Cañas Ruiz-Herrera
José Alberto Cañas Ruiz-Herrera (ur. 27 maja 1987 roku) – hiszpański piłkarz grający na pozycji defensywnego pomocnika. Obecnie jest zawodnikiem Espanyolu Barcelona.

## Kariera piłkarska
Jest wychowankiem Realu Betis. 3 maja 2009 roku zadebiutował w La Liga, gdy zagrał siedem minut w przegranym meczu z Atletico Madryt. Andaluzyjczycy spadli z ligi w tym sezonie.
W sezonie 2010-11 na stałe został przeniesiony do pierwszego składu i przyczynił się do awansu do ekstraklasy.